# Thwaitesia splendida
Thwaitesia splendida là một loài nhện trong họ Theridiidae.
Loài này thuộc chi Thwaitesia. Thwaitesia splendida được Eugen von Keyserling miêu tả năm 1884.